# 公一公園 (永和區)
公一公園位在新北市永和區保順路旁，鄰近仁愛公園，本質上為一運動公園，有兩座籃球場，兩座網球場。面積約0.4公頃。在1955年公布的永和都市計畫中，公一公園與仁愛公園都位在「一號公園」預定地，仁愛公園中只有排球場，沒有籃球場與網球場，恰和公一公園互補。

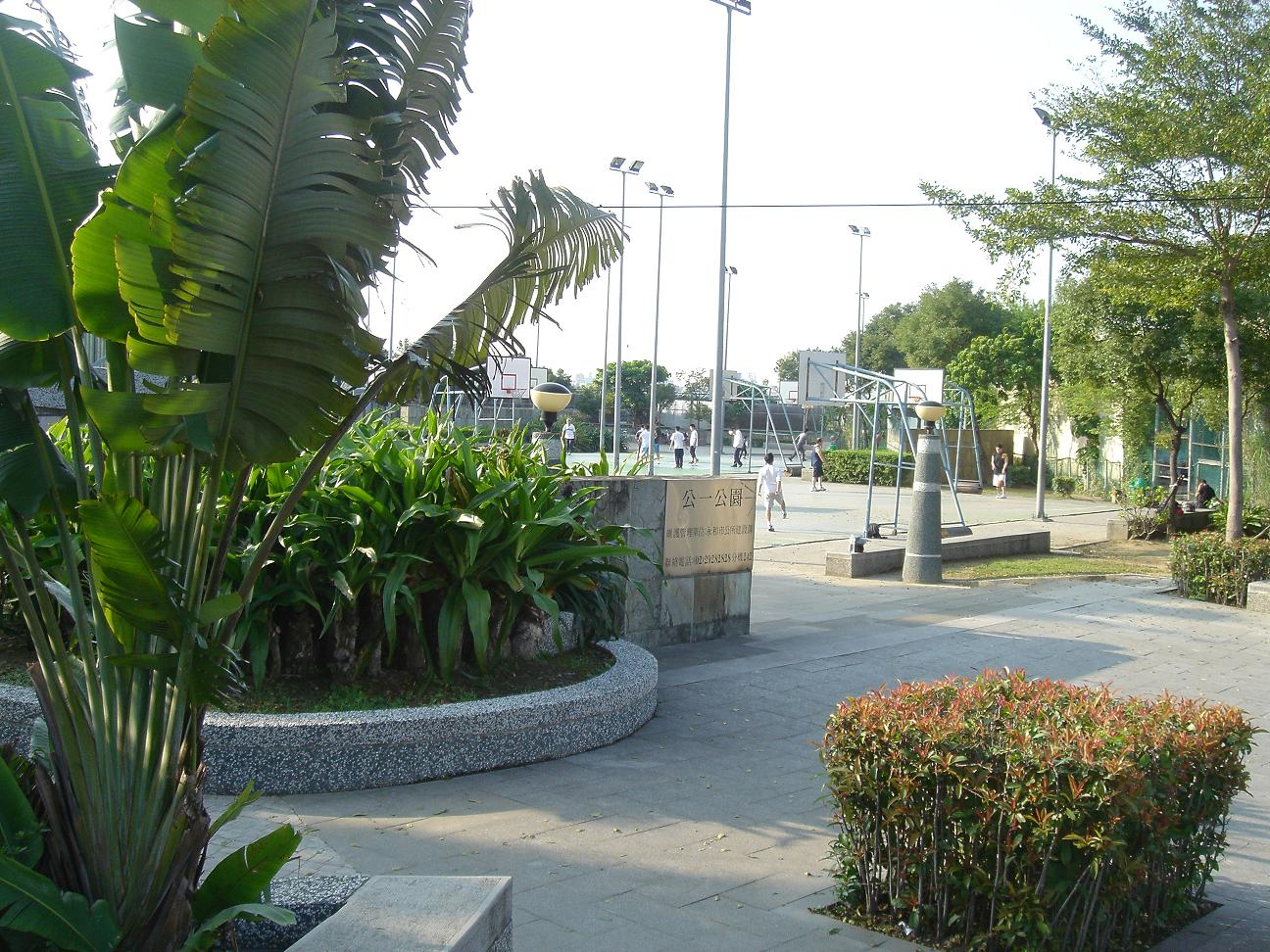
公一公園入口